# Вікіманія
«Вікіма́нія» (англ. Wikimania) — щорічна міжнародна конференція, яку організовує Фонд Вікімедіа. «Вікіманія» — одночасно конференція та соціальна подія, що збирає учасників руху Вікімедіа для обміну ідеями, побудови нових партнерств, доповідей про дослідження й результати проєктів. Вона також надає можливість для «вікімедійців» (англ. Wikimedians) зустрітися з однодумцями для обговорення питань, пов'язаних з безкоштовним і відкритим (англ. open source) програмним забезпеченням, ініціативами, спрямованими на вільне поширення знань і вікіпроєктів у всьому світі.

## Відомості

Місця проведення «Вікіманії»

| Конференція                                           | Дата              | Місце              | Відвідуваність | Матеріали      |
| ----------------------------------------------------- | ----------------- | ------------------ | -------------- | -------------- |
| «Вікіманія-2005»                                      | 5—7 серпня 2005   | Франкфурт-на-Майні | 380            | Wikimania 2005 |
| «Вікіманія-2006»                                      | 4—6 серпня 2006   | Кембридж           | 400            | Wikimania 2006 |
| «Вікіманія-2007»                                      | 3—5 серпня 2007   | Тайбей             | 440            | Wikimania 2007 |
| «Вікіманія-2008»                                      | 17—19 липня 2008  | Александрія        | 650            | Wikimania 2008 |
| «Вікіманія-2009»                                      | 26—28 серпня 2009 | Буенос-Айрес       | 559            | Wikimania 2009 |
| «Вікіманія-2010»                                      | 9—11 липня 2010   | Гданськ            | 500            | Wikimania 2010 |
| «Вікіманія-2011»                                      | 4—6 серпня 2011   | Хайфа              | 720            | Wikimania 2011 |
| «Вікіманія-2012»                                      | 10—14 липня 2012  | Вашингтон          | 1400           | Wikimania 2012 |
| «Вікіманія-2013»                                      | 7—11 серпня 2013  | Гонконг            | 700            | Wikimania 2013 |
| «Вікіманія-2014»                                      | 6—10 серпня 2014  | Лондон             | 1762           | Wikimania 2014 |
| «Вікіманія-2015»                                      | 15—19 липня 2015  | Мехіко             | 800            | Wikimania 2015 |
| «Вікіманія-2016»                                      | 21—28 червня 2016 | Езіно-Ларіо        | 1200           | Wikimania 2016 |
| «Вікіманія-2017»                                      | 1—13 серпня 2017  | Монреаль           | 1000           | Wikimania 2017 |
| «Вікіманія-2018»                                      | 18—22 липня 2018  | Кейптаун           |                | Wikimania 2018 |
| «Вікіманія-2019»                                      | 18—18 серпня 2019 | Стокгольм          |                | Wikimania 2019 |
| «Вікіманія-2020» — відкладено через пандемію COVID-19 |                   |                    |                |                |
| «Вікіманія-2021»                                      | 13—17 серпня 2021 | Онлайн             | Понад 1700     | Wikimania 2021 |
| «Вікіманія-2022»                                      | 11—14 серпня 2022 | Онлайн             |                | Wikimania 2022 |
| «Вікіманія-2023»                                      | 16—19 серпня 2023 | Сінгапур та Онлайн |                | Wikimania 2023 |
| «Вікіманія-2024»                                      | 7—10 серпня 2024  | Катовиці           |                | Wikimania 2024 |